# Поджо-Піченце
Поджо-Піченце (італ. Poggio Picenze) — муніципалітет в Італії, у регіоні Абруццо, провінція Л'Аквіла.
Поджо-Піченце розташоване на відстані близько 100 км на північний схід від Рима, 14 км на схід від Л'Акуїли.
Населення — 1136 осіб (2014).
Щорічний фестиваль відбувається 18 червня. Покровитель — San Felice.

## Демографія
Населення за роками:

Станом на 1 січня 2023 року в муніципалітеті офіційно проживало 120 іноземців з 11 країн, серед них 50 громадян країн Євросоюзу та 2 громадяни України.

## Сусідні муніципалітети
- Баришано
- Фосса
- Сан-Деметріо-не'-Вестіні
- Сант'Еузаніо-Форконезе